# Zebre Parma
Ne doit pas être confondu avec Zebre Parma (féminines).
Pour les articles homonymes, voir Zèbre (homonymie).
Maillots
Actualités
Dernière mise à jour : 22 septembre 2024.
Zebre Parma est une franchise italienne de rugby à XV qui dispute le United Rugby Championship et participe aux coupes européennes. Basée à Parme au stade Sergio Lanfranchi, elle est la propriété de la fédération italienne de rugby.

## Histoire
Fondé en 1973, Zebre est initialement un club sur invitation dans l'Italie du Nord-Ouest.
Lors de sa création, la franchise avait pour but de représenter les régions d'Émilie-Romagne, du Piémont, de Ligurie et de Lombardie lors de tournées sur d'autres territoires afin de promouvoir leur développement.
L'origine du nom Zebre correspond aux lignes noires et blanches présentent sur les premiers maillots faisant allusion aux barbares et guerriers.
Elle joue son premier match face à l'équipe Australienne de Randwick qu'elle perd 21-50. Entre 1973 et 1997 elle joue 25 matchs et remporte quelques matchs de prestige comme ce fut le cas en 1997 contre les Barbarians (48-38).
En 2012, elle reprend du service en prenant la place d'Aironi Rugby en Pro12.
Comme son homologue le Benetton Trévise, l'autre franchise professionnelle Italienne évoluant en Pro12, les Zebre ont pour fonction de permettre aux joueurs Italiens de se confronter au meilleur niveau Européen à travers le Pro12, l'European Rugby Challenge Cup ou l'European Rugby Champions Cup et ainsi pouvoir prétendre intégrer la sélection nationale.
Au début de 2015, alors en service depuis trois ans, la franchise ayant des résultats sportifs assez quelconques, peine à remplir son stade et à attirer de gros sponsors. C'est un échec à la fois sportif et surtout commercial. Déficitaire de près de 300 000 euros, elle voit son président, Gianluca Romanini et son vice-président Egidio Amoretti démissionner fin février. Propriétaire à 100 %, la fédération italienne par l'intermédiaire de son président Alfredo Gavazzi cherche un repreneur pour privatiser la franchise de Parme. Dans le cas où aucun repreneur ne serait passé à l'action avant la fin de l'ultimatum donné par Gavazzi, elle disparaîtrait comme sa prédécesseur Aironi. Finalement, l'affaire se règle courant avril puisqu'un groupe d'investisseurs privés de la région de Parme rachète la franchise à hauteur de 74 %, les 31 % restant aux mains de la fédération Italienne.
L'arrivée de l'Irlandais Conor O'Shea à la tête de la sélection nationale en juin 2016 marque un changement radical dans les relations entre l'équipe nationale et les franchises fédérales : Ils travailleront désormais en étroite collaboration. O'Shea se rend ainsi toutes les semaines dans les deux franchises afin d'échanger avec les staffs respectifs de Zebre et du Benetton sur les méthodes de travail à adopter, le plan de jeu et le système défensif à développer, la répartition du temps de jeu des internationaux ou encore le recrutement. En août 2016 l'un de ses fidèles collaborateurs, Peter Atkinson, est chargé d'évaluer et de gérer les performances physiques des joueurs Italiens pour les emmener au niveau des meilleures nations mondiales. 

### Arrivée en Pro12
En 2012, l'équipe prend la place de l'Aironi Rugby en Pro12, qui était basée à Viadana et dont la licence a été retirée par la Fédération italienne en raison d'un déficit financier,.

### Saison 2012-2013
Alors que le Benetton Trévise réalise sa meilleure saison en Pro12 (7e place finale), les Zebre (entrainés par le français Christian Gajan finalement démis de ses fonctions), pour sa première saison en Pro 12, réalisent une saison catastrophique avec 22 défaites en 22 matchs de championnat. Lors de sa double confrontation avec son homologue transalpine, l'équipe s'incline à domicile 3-10 puis à l'extérieur sur le score de 26-18.
En coupe d'Europe elle est placée dans la poule du Biarritz olympique, des Harlequins et du Connacht. Sans surprise elle termine dernière de sa poule en encaissant de lourdes défaites (38-17 à Biarritz lors de la 2e journée et 6-32 à domicile lors du match retour, 14-57 à domicile contre les Harlequins lors de la 3e journée puis 53-5 au match retour). elle remporte son premier point lors de la dernière journée en s'inclinant au Connacht 25-20.

### Saison 2013-2014
Pour sa deuxième saison en Pro12, elle termine une nouvelle fois dernière du championnat mais avec un meilleur bilan : 5 victoires, 2 nuls et 15 défaites. Lors de cette saison, elle s'impose par deux fois face au Gallois de Cardiff Blues (15-10 à domicile et 25-30 au Pays de Galles). Face à Trévise, elle s'impose à domicile 14-12 mais s'incline sur le terrain de son homologue italienne 20-15.
En coupe d'Europe, alors placée dans la poule du Stade toulousain, des Saracens et du Connacht, elle termine dernière de sa poule avec 6 défaites en autant de rencontres et un bilan comptable de 0 point. Elle enregistre au passage de grosses défaites comme à Toulouse (38-5 lors de la première journée) ou contre les Saracens (10-39 à domicile lors de la 3e journée puis 64-3 au retour une semaine plus tard à Londres).
À la suite du changement de qualifications pour la compétition, les Zebre ne se qualifient pas pour la nouvelle ERCC1 2014-2015. En effet, seule la meilleure équipe de chaque pays se qualifie ainsi que les trois meilleures équipes suivantes au classement. Les Zebre ayant terminé derrière Trévise au classement, c'est cette dernière qui est qualifiée. Les Zebre sont donc qualifiés pour la seconde coupe Européenne, l'European Rugby Challenge Cup 2014-2015 (équivalent de l'ancien Challenge européen).

### Saison 2014-2015
En juin 2014, l'ancien pilier argentin Victor Jimenez signe aux Zebre et prend le poste d'entraîneur assistant responsable des avants.
En Pro12, le club reste dernier du championnat avec 15 points et seulement 3 victoires (13-6 face à l'Ulster, 18-10 face à Édimbourg Rugby et 23-17 face aux Newport Gwent Dragons) ; l'équipe perd ses deux confrontations face à son voisin italien de Trévise (16-26 et 17-15).
En European Rugby Challenge Cup 2014-2015 l'équipe est placée dans la poule du Gloucester Rugby, du CA Brive et de l'US Oyonnax. Elle finit troisième de sa poule devant Brive avec un total de 8 points et deux victoires (26-21 et 23-13 face à Brive).

### Saison 2015-2016
Pour leur quatrième saison de Pro12, les Zebre parviennent à prendre la onzième place du championnat devant le Benetton Trévise, avec au total 24 points pour 5 victoires (19-11 face à Édimbourg Rugby, 26-15 face aux Cardiff Blues, 28-25 puis 18-8 face au Benetton Trévise et 47-22 face aux Newport Gwent Dragons). Étant la franchise italienne la mieux classée, ils se qualifient pour la Coupe d'Europe 2016-2017 pour la première fois depuis la modification des règles de qualification de 2014.
En Challenge européen, les Zebre sont dans la poule 3 et ont pour adversaires La Rochelle, Gloucester et Worcester. Ils finissent deuxièmes de leur poule derrière Gloucester et ont au total 13 points, pour 3 victoires et autant de défaites. Ils n'ont cependant pas suffisamment de points pour se qualifier pour la phase finale.

### Saison 2016-2017
Alors que la franchise vient de réaliser l'une de ses meilleures saisons sur le plan sportif avec notamment une qualification en European Rugby Champions Cup, l'intersaison est marquée par un changement de politique de recrutement guidé par le nouveau président Stefano Pagliarini. Ce dernier déclare : « Je ne veux plus recruter d'étrangers célèbres et chers, qui viennent en fin de carrière sans rien apporter sportivement. Désormais notre recrutement sera majoritairement basé sur des joueurs italiens à fort potentiel accompagnés de jeunes étrangers ayant tout à prouver et désireux de se faire remarquer ». Cités indirectement par le président, Mils Muliaina et Luke Burgess quittent la franchise en compagnie de 14 autres joueurs. Désireux de bien figurer en European Rugby Champions Cup et de progresser en Pro12, le recrutement se compose de 12 joueurs dont l'expérimenté Carlo Festuccia, de jeunes Italiens et étrangers à fort potentiel (Mattia Bellini, Carlo Engelbrecht..) ou encore du pari Kurt Baker.
Malheureusement, la confirmation n'est pas au rendez-vous et courant janvier 2017 l'entraîneur Gianluca Guidi (rugby à XV) et la franchise se séparent d'un commun accord. Son adjoint Victor Jimenez assure l'intérim jusqu'à la fin de la saison. 
Les Zèbres terminent derniers du Pro14 avec seulement 3 victoires en 22 matchs (25-22 contre le Connacht Rugby, 29-14 contre les Newport Gwent Dragons et 19-14 à Édimbourg Rugby).
En European Rugby Champions Cup la franchise est placée dans la poule 2 en compagnie du Stade toulousain, des London Wasps et du récent vainqueur du Pro12, le Connacht. Elle s'incline lors de ses six matchs et encaisse de lourdes défaites comme lors de la première journée chez les Wasps (82-14).

### L'ère Bradley: 2017-2022
Deux après, la franchise de Parme traverse une nouvelle crise sportive et financière. La saison passée étant une nouvelle fois décevante (Dernière de Pro12 avec seulement 3 victoires, dernière d'European Rugby Champions Cup avec 6 défaites en autant de match, stade vide..) la franchise est alors tout proche de disparaître. Début août, alors que la saison de Pro14 débute d'ici quelques semaines, la situation n'est toujours pas certaine et de nombreux joueurs quittent la franchise (notamment l'arrière international Edoardo Padovani).
Finalement, à la fin du mois de juillet 2017, la franchise change de direction et passe sous le contrôle de la fédération italienne. L'ancienne société, le Zebre Rugby Srl, est dissoute, tandis qu'une nouvelle est créée sous le nom de Zebre Rugby Club.
Avec les conseils et l'approbation du sélectionneur Conor O'Shea, son compatriote Irlandais Michael Bradley est nommé entraîneur début août 2017. En cinq ans, les Zebre finissent toujours derniers, à l'exception de la saison 2019-2020 où ils arrivent à finir devant les Ospreys. Le nombre de victoires suit une baisse régulière jusqu'à la dernière saison de Michael Bradley qui se termine avec une victoire et 17 défaites. L'équipe n'obtient pas plus de résultats en Challenge européen puisqu'elle ne parvient jamais à sortir des poules. Grâce à la formule très allégée de l'édition 2020-2021, les Zebre ont l'occasion de disputer un huitième de finale à domicile contre Bath, mais sont éliminés (27-35).
Le bilan de l’entraineur irlandais toutes compétitions confondues est de 25 victoires, 3 matchs nuls et 88 défaites. Il est remplacé par son adjoint Fabio Roselli à l'issue de la saison 2021-2022.

### 2022-2024: les Zebre touchent le fond
Les deux saisons de Fabio Roselli ne changent pas grand-chose au quotidien de la franchise ducale. Les défaites s'empilent, le recrutement laisse les observateurs perplexes, et surtout l'équipe fournit très peu de joueurs à l'équipe nationale. En 22-23, les Zebre signent un zéro pointé en perdant tous leurs matchs, en URC comme en Challenge européen : 22 rencontres, 22 défaites.
À l'intersaison, l'équipe récupère Danilo Fischetti et Luca Morisi, qui jouaient aux défunts London Irish. Les Zebre signent également Jake Polledri, qui peine à retrouver son niveau depuis sa grave blessure à la cheville. Plus surprenante, l'arrivée de Ben Cambriani, jeune ailier gallois éligible à la Squadra Azzurra : il se fait les croisés dès la première journée. Le début de championnat est encourageant, avec plusieurs matchs aboutis, notamment sur le plan offensif, et même une victoire contre les Sharks, mais se révèle finalement être un feu de paille. En cours de saison, Antonio Rizzi, peu performant et démotivé, rompt son contrat, suivi par le jeune Nicolò Teneggi qui va chercher du temps de jeu dans le championnat italien, à Rovigo. Jake Polledri, diminué physiquement, se résout aussi à prendre sa retraite en cours de saison. Les Zebre finissent encore derniers avec une victoire et un nul en 18 rencontres.

### 2024-2025: une mise en vente infructueuse et le miracle Brunello
En 2024, après deux années d'exercice et aucun résultat, Fabio Roselli quitte ses fonctions et devient sélectionneur de l'équipe d'Italie féminine. Son successeur est Massimo Brunello, le sélectionneur de l'équipe nationale des moins de 20 ans. Mattia Dolcetto est responsable des trois-quarts à la place de Richard Hodges qui intègre l'encadrement de la Squadra Azzurra. La question de l'utilité réelle des Zebre pour le rugby italien se pose de plus en plus. Par ailleurs, à l'occasion de l'élection du président Duodo à la tête de la FIR, on apprend que la franchise parmesane est également un gouffre financier. La fédération, qui est elle aussi en grande difficulté financière, met officiellement la franchise en vente le 16 novembre 2024. Deux candidats se manifestent : un groupe local conduit par le sponsor Amoretti, et le Petrarca Padoue qui souhaite depuis longtemps intégrer l'URC. Le premier dossier est rejeté : ses capacités financières sont jugées insuffisantes. Le Petrarca Padoue d'Alessandro Banzato quant à lui a retiré sa candidature car il n'était intéressé que par les droits sportifs des Zebre. La franchise reste donc dans le giron fédéral. La FIR est claire : elle n'est plus en mesure de renflouer les caisses des Zebre qui vont devoir maintenir l'équilibre financier, avec un budget annuel de six millions d'euros (à peu près l'équivalent du budget de l'US Dax).
Paradoxalement, l'équipe traverse ces turbulences et incertitudes avec beaucoup de professionnalisme. En quelques journées les Zebre accumulent plus de victoires que lors des deux exercices précédents cumulés. Les Zebre terminent la saison avec cinq victoires et un nul, leur meilleur bilan depuis 2018. Le redressement sportif est si spectaculaire que Massimo Brunello est élu entraineur de l'année. À la fin de la saison, suivant la décision prise au mois de mars, les Zebre se dotent d'une nouvelle équipe dirigeante présidée par Giovanni Fava.

## Identité

### Nom du club
En octobre 2021, le club adopte un nouveau nom pour la saison 2021-2022, se renommant Zebre Parma afin de souligner son appartenance à la ville de Parme où elle réside depuis 2012.

### Couleurs et maillots
Alors que la compétition du Pro12 s'étend à l'Afrique du Sud à partir de la saison 2017-2018, le maillot zébré de la franchise de Parme est recoloré sur un motif de type arc-en-ciel, avec cinq couleurs permettant de représenter les clubs italiens sur les terrains européens et sud-africains ; il est porté pour la première fois le 28 octobre 2017.
En 2022, le club adopte les couleurs bleu et jaune de la ville de Parme.

### Logo
À partir de la saison 2020-2021, le logo du Zebre est adapté pour inclure la charte graphique du maillot « arc-en-ciel » porté depuis 2017 : la crinière du zèbre inclut donc les cinq couleurs caractéristiques, tandis que son museau conserve les couleurs du drapeau national italien.
En 2022, il se pare cette fois des couleurs bleu et jaune, en accord avec les couleurs de la municipalité de la ville de Parme, et met en évidence le nom de cette dernière. La saison suivante, le logo est totalement remanié, gardant la palette graphique d'alors mais adoptant un style plus « contemporain et agressif ».

Évolution du logo
Logo de 2012 à 2017.
Logo de 2017 à juillet 2020.
Logo de juillet 2020 à août 2022.
Logo d'août 2022 à juin 2023.
Logo adopté en juin 2023.

## Palmarès
La franchise italienne n'a remporté aucune compétition à ce jour.

## Personnalités de la franchise

### Joueurs célèbres
Depuis ses débuts, l'équipe a fourni de nombreux internationaux à l'équipe d'Italie, mais a aussi accueilli plusieurs joueurs étrangers d'envergure, dont le wallabie Luke Burgess et les All Blacks Brendon Leonard et Mils Muliaina (le 2e All black à atteindre 100 sélections de l'histoire de la Nouvelle-Zélande).
- Brendon Leonard
- Mauro Bergamasco
- Luciano Orquera
- Marco Bortolami
- / Sinoti To'omaga
- Mirco Bergamasco
- Luke Burgess
- Mils Muliaina
- / Joshua Furno
- / Quintin Geldenhuys
- / Dries van Schalkwyk
- / Gonzalo García
- Leonardo Sarto
- Giovanbattista Venditti
- Kurt Baker (en)
- / Braam Steyn
- Edoardo Padovani
- Carlo Canna
- Maxime Mbanda
- Matteo Minozzi
- Mattia Bellini

### Effectif 2025-2026
| Nom                     | Naissance         | Nationalité sportive | Sélections (points) | Dernier club         | Arrivée au club |
| Talonneurs              | Talonneurs        | Talonneurs           | Talonneurs          | Talonneurs           | Talonneurs      |
| ----------------------- | ----------------- | -------------------- | ------------------- | -------------------- | --------------- |
| Tommaso Di Bartolomeo   | 19 novembre 2000  | Italie               | 3 (0)               | Petrarca Rugby       | 2023            |
| Giovanni Quattrini      | 21 septembre 2003 | Italie               | -                   | Rugby Calvisano      | 2023            |
| Giampietro Ribaldi      | 12 mars 1997      | Italie               | -                   | Rugby Viadana        | 2020            |
| Piliers                 |                   |                      |                     |                      |                 |
| Paolo Buonfiglio        | 28 janvier 1995   | Italie               | 1 (0)               | Mogliano Veneto      | 2019            |
| Luca Franceschetto      | 7 juin 1999       | Italie               | -                   | Rugby Colorno        | 2024            |
| Muhamed Hasa            | 10 septembre 2001 | Italie               | 3 (0)               | Petrarca Rugby       | 2022            |
| Ion Neculai             | 25 janvier 2001   | Italie               | 3 (0)               | RC I Cavalieri Prato | 2021            |
| Matteo Nocera           | 16 janvier 1999   | Italie               | -                   | Fiamme Oro           | 2018            |
| Juan Pitinari           | 18 janvier 1995   | Argentine            | -                   | Rugby Noceto         | 2018            |
| Luca Rizzoli            | 3 mai 2002        | Italie               | 2 (0)               | UR Capitolina        | 2022            |
| Deuxièmes lignes        |                   |                      |                     |                      |                 |
| Matteo Canali           | 12 mai 1999       | Italie               | 2 (0)               | Petrarca Rugby       | 2023            |
| Franco Carrera          | 6 février 1999    | Argentine            | -                   | Pampas               | 2024            |
| Leonard Krumov          | 1er mai 1996      | Italie               | -                   | Rugby Viadana        | 2017            |
| Samuele Locatelli       | 30 juillet 2001   | Italie               | -                   | Rugby Viadana        | 2024            |
| Alessandro Ortombina    | 5 octobre 2002    | Italie               | -                   | USA Perpignan        | 2025            |
| Francesco Ruffolo       | 31 octobre 2002   | Italie               | -                   | Rugby Colorno        | 2025            |
| Troisièmes lignes       |                   |                      |                     |                      |                 |
| Iacopo Bianchi          | 5 mai 1998        | Italie               | -                   | Fiamme Oro           | 2018            |
| Giacomo Ferrari         | 22 janvier 2002   | Italie               | -                   | UR Capitolina        | 2022            |
| Giovanni Licata         | 18 février 1997   | Italie               | 16 (0)              | Fiamme Oro           | 2017            |
| David Odiase            | 19 janvier 2002   | Italie               | 2 (0)               | Oyonnax Rugby        | 2025            |
| Davide Ruggeri          | 7 mai 1999        | Italie               | -                   | Rovigo Delta         | 2022            |
| Bautista Stavile        | 22 février 1997   | Argentine            | -                   | Rovigo Delta         | 2023            |
| Guido Volpi             | 25 août 1995      | Argentine            | -                   | Doncaster Knights    | 2022            |
| Demis de mêlée          |                   |                      |                     |                      |                 |
| Thomas Dominguez        | 18 décembre 1999  | Argentine            | -                   | Valorugby Emilia     | 2023            |
| Alessandro Fusco        | 28 octobre 1999   | Italie               | 20 (15)             | Fiamme Oro           | 2020            |
| Gonzalo García          | 5 mars 1999       | Argentine            | 13 (0)              | Valorugby Emilia     | 2022            |
| Demis d'ouverture       |                   |                      |                     |                      |                 |
| Giacomo Da Re           | 29 mars 1999      | Italie               | 5 (25)              | Benetton Trévise     | 2023            |
| Martin Roger Farias     | 22 octobre 1997   | Argentine            | -                   | Rugby Viadana        | 2025            |
| Giovanni Montemauri     | 24 octobre 2000   | Italie               | -                   | Rovigo Delta         | 2023            |
| Centres                 |                   |                      |                     |                      |                 |
| Giulio Bertaccini       | 29 octobre 2000   | Italie               | 4 (0)               | Valorugby Emilia     | 2024            |
| Enrico Lucchin          | 4 avril 1995      | Italie               | 1 (0)               | Rugby Calvisano      | 2019            |
| Damiano Mazza           | 16 février 1999   | Italie               | -                   | Rugby Calvisano      | 2022            |
| Luca Morisi             | 22 février 1991   | Italie               | 50 (25)             | London Irish         | 2023            |
| Marco Zanon             | 3 octobre 1997    | Italie               | 20 (10)             | Benetton Trévise     | 2025            |
| Ailiers                 |                   |                      |                     |                      |                 |
| Albert Einstein Batista | 10 juin 2000      | Italie               | -                   | Rugby Colorno        | 2025            |
| Simone Gesi             | 23 mai 2001       | Italie               | 5 (5)               | Rugby Colorno        | 2022            |
| Jacopo Trulla           | 5 juillet 2000    | Italie               | 17 (20)             | Rugby Calvisano      | 2019            |
| Arrières                |                   |                      |                     |                      |                 |
| Mirko Belloni           | 4 juin 2004       | Italie               | 2 (0)               | Rovigo Delta         | 2025            |
| Lorenzo Pani            | 4 juillet 2002    | Italie               | 8 (15)              | Benetton Trévise     | 2022            |

### Entraîneurs successifs
| Années              | Entraineur               | Assistants |
| ------------------- | ------------------------ | --- |
| 2012-2013           | Christian Gajan          | Vincenzo Troiani (avants) ; Alessandro Troncon (trois-quarts)                                                   |
| 2013-2014           | Andrea Cavinato          | Vincenzo Troiani (avants) ; Umberto Casellato (trois-quarts)                                                    |
| 2014-2015           | Andrea Cavinato          | Victor Jimenez (avants) ; Roland De Marigny (skills)                                                            |
| 2015-jan.2017       | Gianluca Guidi           | Victor Jimenez (avants) ; Fabio Roselli (trois-quarts) ; Luca Sisti (trois-quarts)                              |
| 2016-jan. 2017      | Gianluca Guidi           | Victor Jimenez (avants) ; Fabio Roselli (trois-quarts) ; Luca Sisti (trois-quarts) ; Roland De Marigny (skills) |
| jan. 2017-juin 2017 | Victor Jimenez (intérim) | Fabio Roselli (trois-quarts) ; Luca Sisti (trois-quarts) ; Roland De Marigny (skills)                           |
| 2017-2019           | Michael Bradley          | Carlo Orlandi (avants) ; Alessandro Troncon (trois-quarts)                                                      |
| 2019-2020           | Michael Bradley          | Carlo Orlandi (avants) ; Alessandro Troncon (trois-quarts) ; Corrado Pilat (skills)                             |
| 2020-2021           | Michael Bradley          | Andrea Moretti (avants) ; Fabio Roselli (trois-quarts) ; Corrado Pilat (skills)                                 |
| 2021-2022           | Michael Bradley          | Emiliano Bergamaschi (avants) ; Fabio Roselli (trois-quarts)                                                    |
| 2022-2023           | Fabio Roselli            | Emiliano Bergamaschi (avants) ; Aldo Birchall (défense) ; David Williams (attaque)                              |
| 2023-2024           | Fabio Roselli            | Emiliano Bergamaschi (avants) ; Aldo Birchall (défense) ; Richard Hodges (défense) ; Joshua Syms (conquête)     |
| 2024-2025           | Massimo Brunello         | Emiliano Bergamaschi (mêlée) ; Aldo Birchall (défense) ; Mattia Dolcetto (attaque) ; David Sisi (touche)        |
| 2025-2026           | Massimo Brunello         | Roberto Santamaria (mêlée) ; Aldo Birchall (défense) ; Mattia Dolcetto (attaque) ; David Sisi (touche)          |